# Cannich
Cannich is een plaats in het Schotse raadsgebied Highland, op de Schotse Hooglanden. In de buurt ligt Glen Affric, een van de mooiste glens in Schotland.

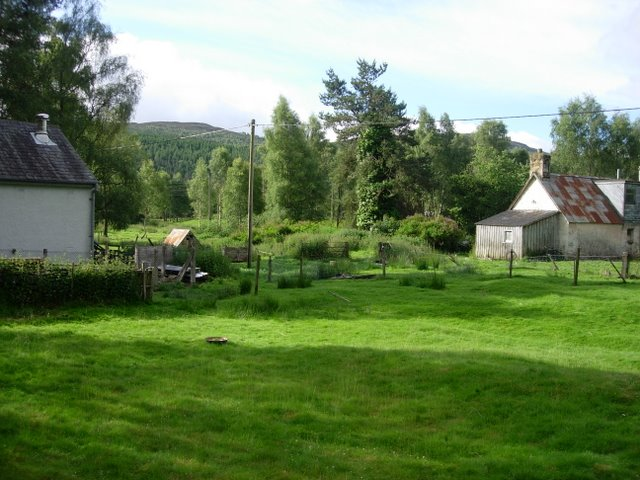
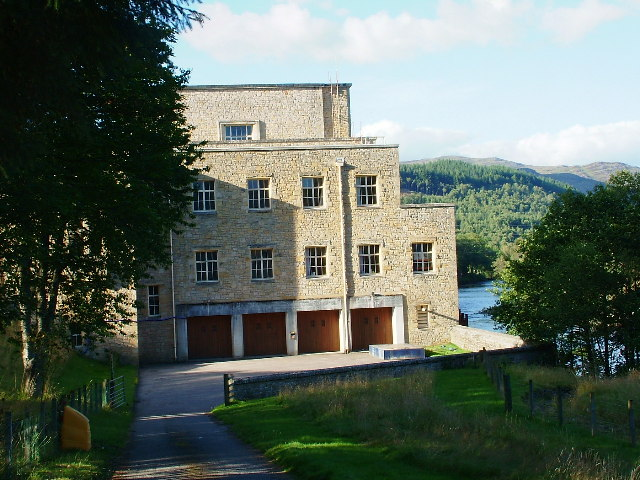
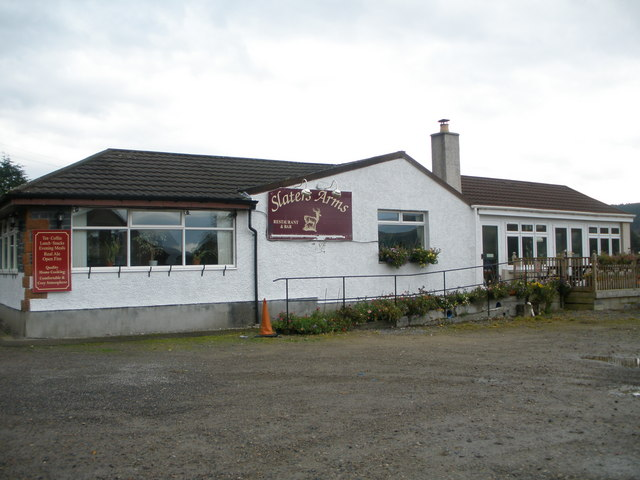